# Bevara Sverige Svenskt
Bevara Sverige Svenskt (en español: Mantengamos Suecia Sueca) fue una organización ultraderechista y nativista con sede en Estocolmo, Suecia. Fue precursora del actual partido político Demócratas de Suecia, y el lema sigue siendo utilizado por varios partidos nacionalistas suecos. El objetivo declarado del movimiento BSS y de su eslogan era iniciar un debate para detener la inmigración de personas no europeas y repatriar a los no suecos étnicos. Su inspiración provino de la organización fascista de posguerra Nysvenska Rörelsen, fundada por Per Engdahl. El grupo fue conocido por su comportamiento violento.
Fundado inicialmente como una red informal en 1979 por Leif Zeilon, se formalizó como organización en 1983. En 1986, BSS colaboró con el Partido del Progreso (sueco), en una iniciativa conjunta bajo el nombre Partido Sueco. Esta colaboración derivó finalmente en la creación de los Demócratas de Suecia (abreviado como SD) en 1988.
Aunque afirmaban no ser racistas, sus campañas de pegatinas —a menudo agresivas— sugerían lo contrario, con eslóganes como: «Låt inte din dotter bli en negerleksak» (No dejes que tu hija se convierta en un juguete de negros) y «Negrer hotar sina offer» (Los negros amenazan a sus víctimas).
El lema «Bevara Sverige Svenskt» fue adoptado por los Demócratas de Suecia y ganó notoriedad durante los años 2003–2004, cuando fue utilizado en titulares del periódico del partido SD Kuriren, así como en pegatinas para automóviles y camisetas.